# 李宏治
李宏治（意大利语：Thomas-Marie Gentili, O.P.，1828年2月14日—1888年8月30日）意大利多明我会会士、天主教福建宗座代牧区的助理主教（1868-1883年）。
1828年2月14日，李宏治出生於意大利阿布魯佐的基耶蒂。1850年11月21日晋升神父。1852年，李宏治抵达马尼拉后，被派往中国福州。在福州，李宏治在闽江南岸（今仓山区）泛船浦菖蒲墩向底層的疍民傳教，取得重大进展，吸收大批疍民领洗成为天主教教友。1868年，他在福州建成著名的泛船浦圣多明我堂，1911年成为主教座堂。
1868年6月7日，李宏治神父晋升为天主教福建宗座代牧区的助理主教，领Dionysias主教衔，并举行祝圣仪式。1870年参加第一届梵蒂冈大公会议。
1883年12月3日退休回国。1888年8月30日去世，享年60岁。著有《中国传教回忆禄》（Memorie di un missionario domenicano nella Cina）。